# Dorfkirche Dürrengleina
Die Ruine der Dorfkirche Dürrengleina steht im Ortsteil Dürrengleina der Gemeinde Milda im Saale-Holzland-Kreis in Thüringen.

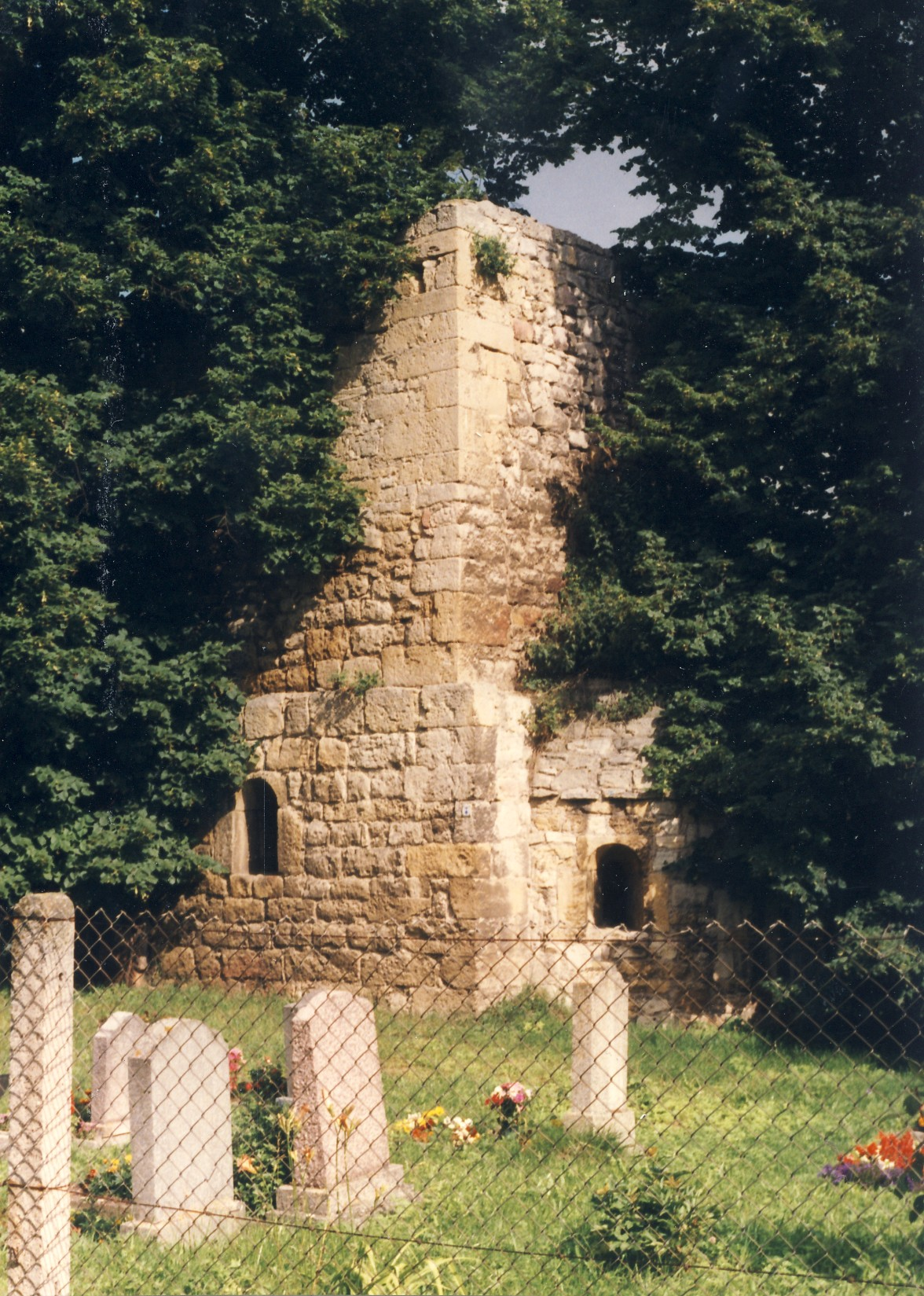
Die Kirchenruine

## Lage
Die Ruine befindet sich auf einer Anhöhe am Nordostrand des Dorfes auf einer Muschelkalkplatte am höchsten Standort des Saale-Holzland-Kreises. Sie gehört zum Kirchspiel Kahla-Hummelshain im Kirchenkreis Eisenberg der Evangelischen Kirche in Mitteldeutschland.

## Geschichte
Ursprung war eine Wallfahrtskirche aus dem 11./12. Jahrhundert mit einer Hallenlänge von 14 Metern, auf dem höchsten Punkt einer Altstraße von West nach Ost gelegen. Um 1450 fiel das Dorf wüst und die Kirche verfiel. Das Dorf wurde 1539 wieder besiedelt und die Kirche danach wieder aufgebaut. Ein Großbrand im Jahre 1788 zerstörte auch das Gotteshaus. 1897/98 wurde die Nordwand der Ruine abgetragen. Mit den Steinen wurde eine Schule gebaut. Später wurde an dieser Stelle ein Kulturhaus eingerichtet.

## Die Ruine heute
Von der Kirche sind heute der Chorraum und der angrenzende Turm erhalten. Den Innenraum schließt ein Tonnengewölbe ab, das das älteste Tonnengewölbe in Thüringen sein soll. Die noch stehenden Wände sind acht Meter hoch.
Im Sommer finden hier Freilandgottesdienste statt.